# موژگو
موژگو (به مجاری:  Mozsgó) یک شهرداری در مجارستان است که در ناحیه سیگت‌وار واقع شده‌است. موژگو ۲۱٫۷۶ کیلومتر مربع مساحت و ۱٬۰۶۷ نفر جمعیت دارد.